# Galeopsis reuteri
Galeopsis reuteri là một loài thực vật có hoa trong họ Hoa môi. Loài này được Rchb.f. mô tả khoa học đầu tiên năm 1856.